# Alte Werkshalle (Geisenheim)

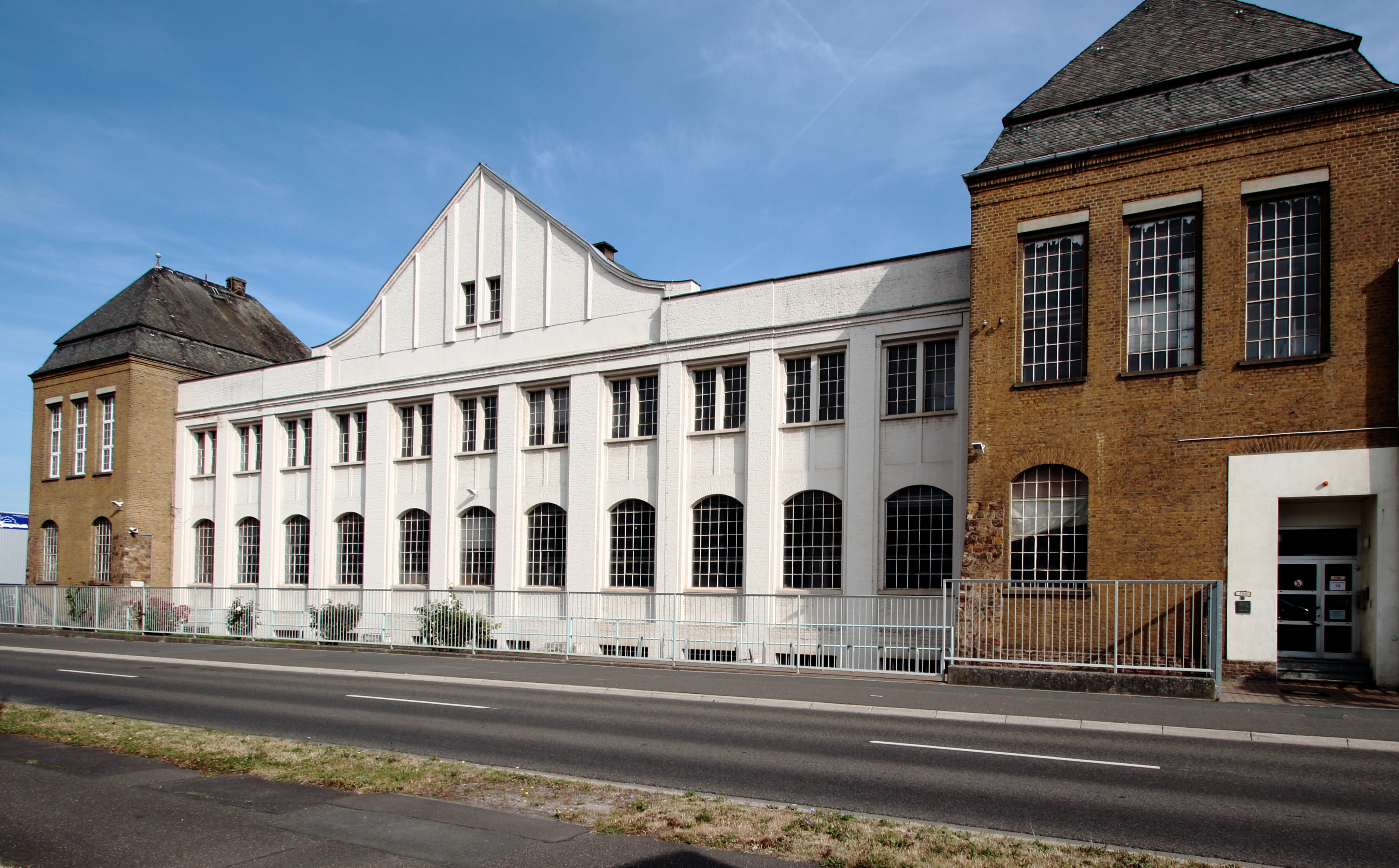
Die Alte Werkshalle in Geisenheim, Blick von Süden mit den Treppentürmen

Die Alte Werkshalle in Geisenheim am Rhein ist eine ehemalige Produktionshalle verschiedener Druckmaschinenhersteller. Sie steht heute unter Denkmalschutz als Beispiel für das Rhein-Main-Gebiet als bedeutendes Zentrum des Maschinenbaus. Von hier wurden Druckmaschinen in die ganze Welt geliefert.

## Architektur

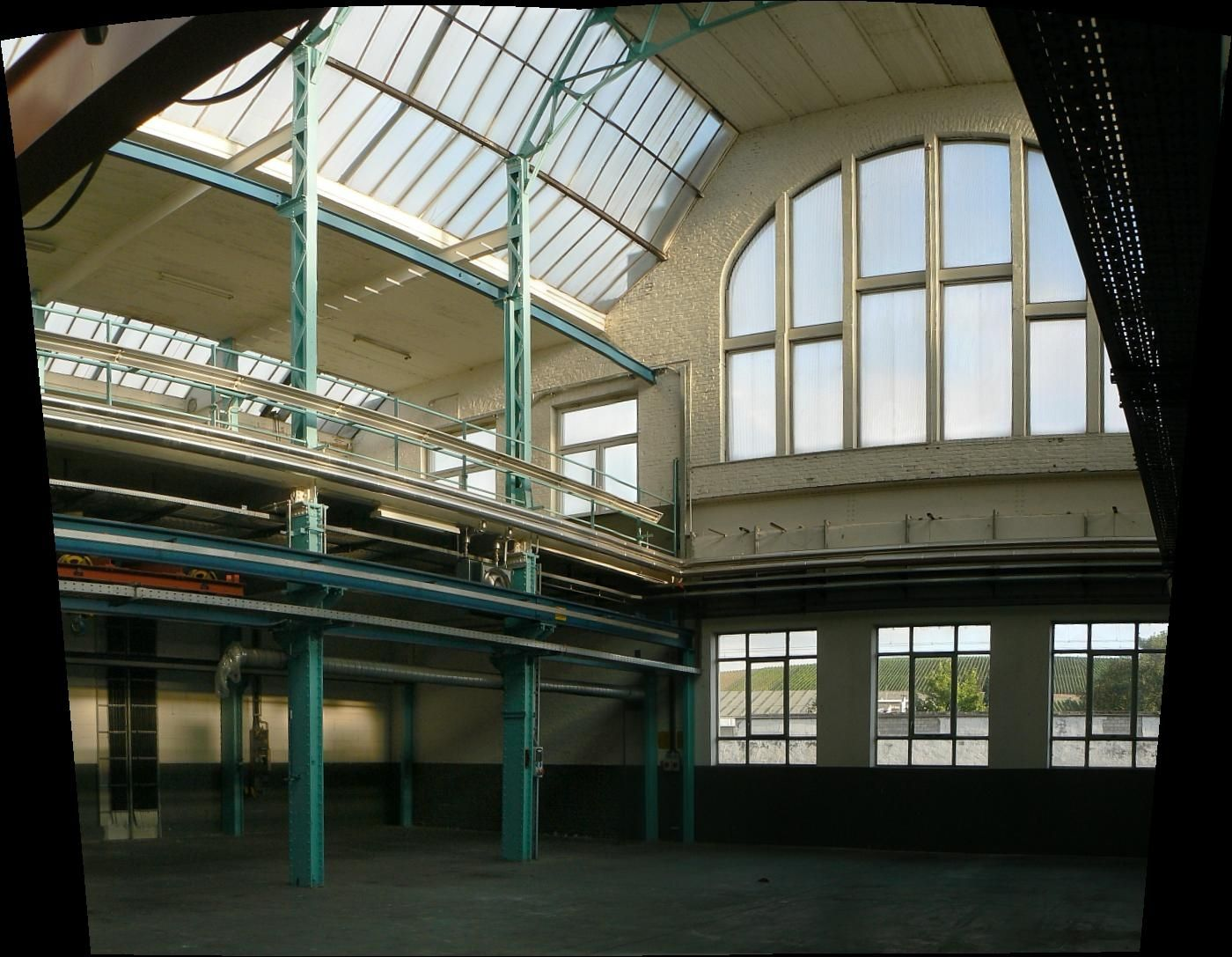
Innenansicht der nördlichen Halle

Erbaut ab 1906 in moderner Stahlskelettkonstruktion entstand zunächst der nördliche Teil der Halle: Ausgerichtet zur nördlich verlaufenden Bahn zeigte sich die Hauptfassade mit Jugendstilornamenten. Bis 1913 folgte der baulich nur geringfügig veränderte südliche Teil mit den nachfolgend entstandenen beiden flankierenden Treppentürmen. Im Inneren wurden beide Hallen in traditioneller Bauform einer Basilika errichtet: Das hohe Mittelschiff wird von zwei niedrigeren Seitenschiffen flankiert. Die Mittelschiff-Fenster, die hier durch die flache Dachkonstruktion schon fast als Dachflächenfenster bezeichnet werden können, sollten ein Arbeiten mit Tageslicht ermöglichen. Architekt beider Hallen sowie der Treppentürme war der Geisenheimer Georg Hartmann (1869–1956).

## Geschichte

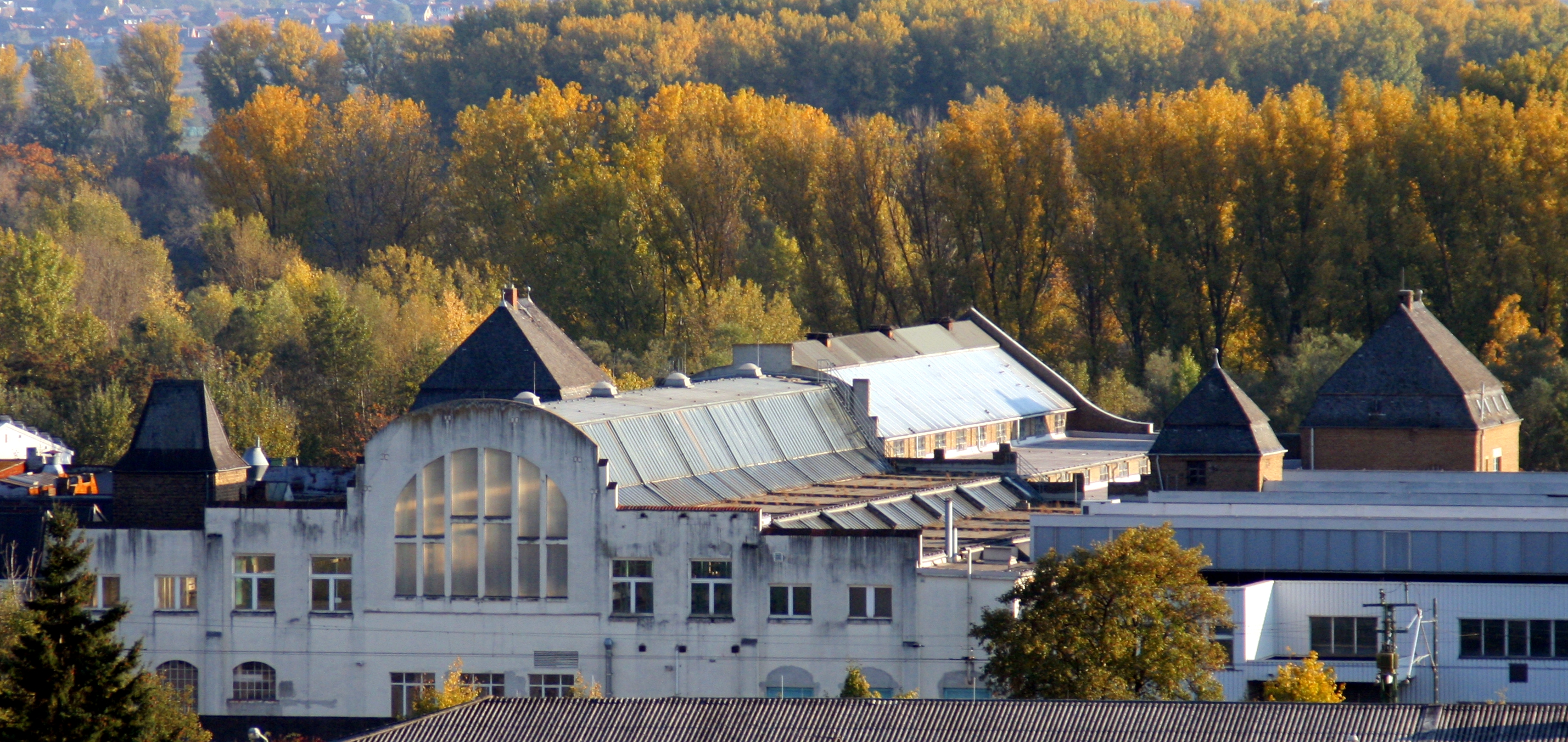
Links: Die nördliche Halle, im Anschluss die südliche

Johann Klein († 1896) und Johann Forst (1814–1879) betrieben in der Schmiede von Kleins Vater in Johannisberg-Grund zunächst eine Maschinenschlosserei, aus der 1846 die Gründung einer Maschinenfabrik für Druckmaschinen, der späteren Maschinenfabrik Johannisberg hervorging. 
Im Jahre 1889 wurde aufgrund des zunehmenden Platzmangels im nahegelegenen Geisenheim von der Maschinenfabrik Johannisberg ein 4 ha großes Gelände erworben, verkehrsgünstig gelegen an Bahn und Landstraße, ein erster Umzug in Teilen begann ab 1892. Dort wurden ab 1906 mit dem Bau der nördlichen Montagehalle begonnen, der 1913 der Anbau der südlichen Halle mit den beiden nachträglich gebauten Treppentürme folgte. Bis 1913 entstand so insgesamt ein modernes Werksgelände mit Werkstätten, Modellschreinerei, Schmiede, Gießerei sowie weiterer Gebäude.
Bei Ausbruch des Zweiten Weltkrieges 1939 wurde der Druckmaschinenbau zunächst verboten, nur für die deutsche Wehrmacht durften mobile Maschinen mit Zugmaschinen und Stromaggregaten zum Druck von Kartenmaterial gebaut werden, um direkt an der Front täglich neue Karten zu liefern. Weiteres kriegswichtiges Gerät wie Werkzeugmaschinen aller Art, aber auch Flugzeug-Zubehör sowie Granaten wurden während der kommenden Jahre gefertigt. 1943 wurden 25 sowjetische Kriegsgefangene in einem firmeneigenen Lager auf dem Werksgelände einquartiert und zur Arbeit abgestellt. Ende des Jahres musste ein Teil der Werksanlage für den Rüstungskonzern Friedrich Krupp AG Essen geräumt werden. Daraus entstand die Kriegsgemeinschaft Krupp-Essen und Maschinenfabrik Johannisberg.

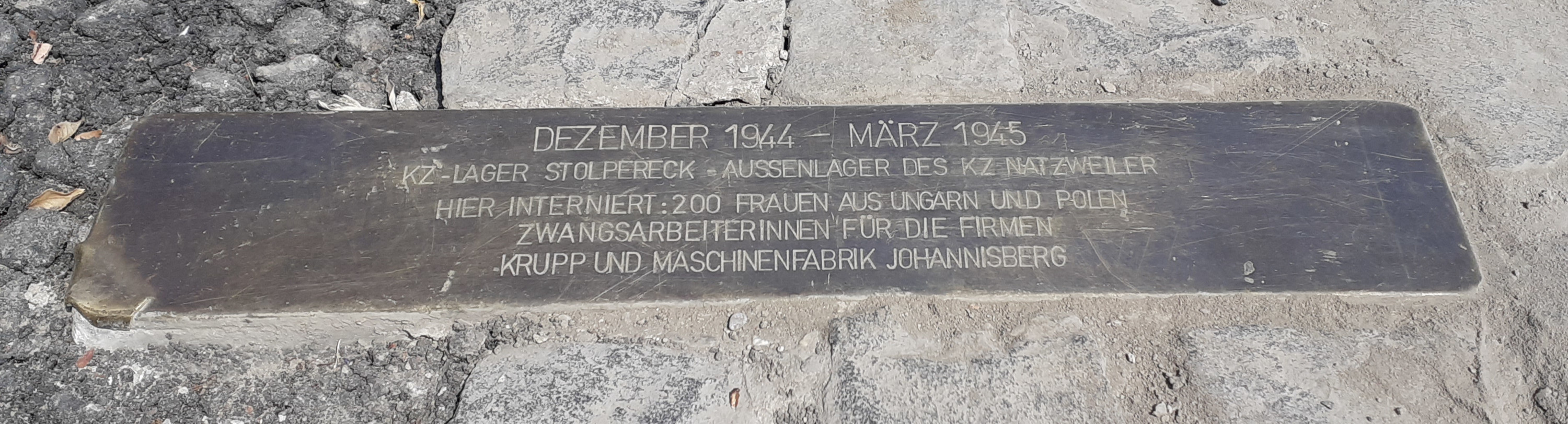
Eine Stolperschwelle erinnert an das KZ-Lager

Um den stetig steigenden Rüstungsbedarf trotz kriegsbedingtem Arbeitermangel zu befriedigen, entstand am 26. September 1944 westlich an das Firmengelände angrenzend ein Außenlager des KZ Natzweiler-Struthof. Am 12. Dezember 1944 kamen 200 weibliche Gefangene (überwiegend polnische Jüdinnen) über Bergen-Belsen nach Geisenheim und wurden dort in Baracken untergebracht, sie sollten hauptsächlich Verschlüsse für Flak-Geschütze herstellen. Kurz vor Kriegsende wurde am 18. März 1945 das Lager geräumt und die Frauen in das Dachauer KZ-Außenlager München-Allach verbracht.
Nach Kriegsende mussten aufgrund des alliierten Besatzungsstatutes 1946 ein Teil der Fritz-Werner-Fertigung sowie die Firma PREMAG in den Werkshallen in Geisenheim aufgenommen werden. Sie übernahmen die Räume, die infolge der Auflösung der Friedrich-Krupp-AG frei geworden waren.
1954 kam es zu einer Teilfusionierung mit dem amerikanischen Druckmaschinenhersteller Miller Printing Machinery CO, Pittsburgh. Im April 1968 übernahm die Firma Fritz Werner Industrie-Ausrüstung, die mittlerweile zur bundeseigenen Deutschen Industrieanlagen GmbH (DIAG) gehörte, die Geschäftsanteile der Maschinenfabrik Johannisberg. 1972 verlegte Miller Johannisberg den Firmensitz nach Wiesbaden-Biebrich.

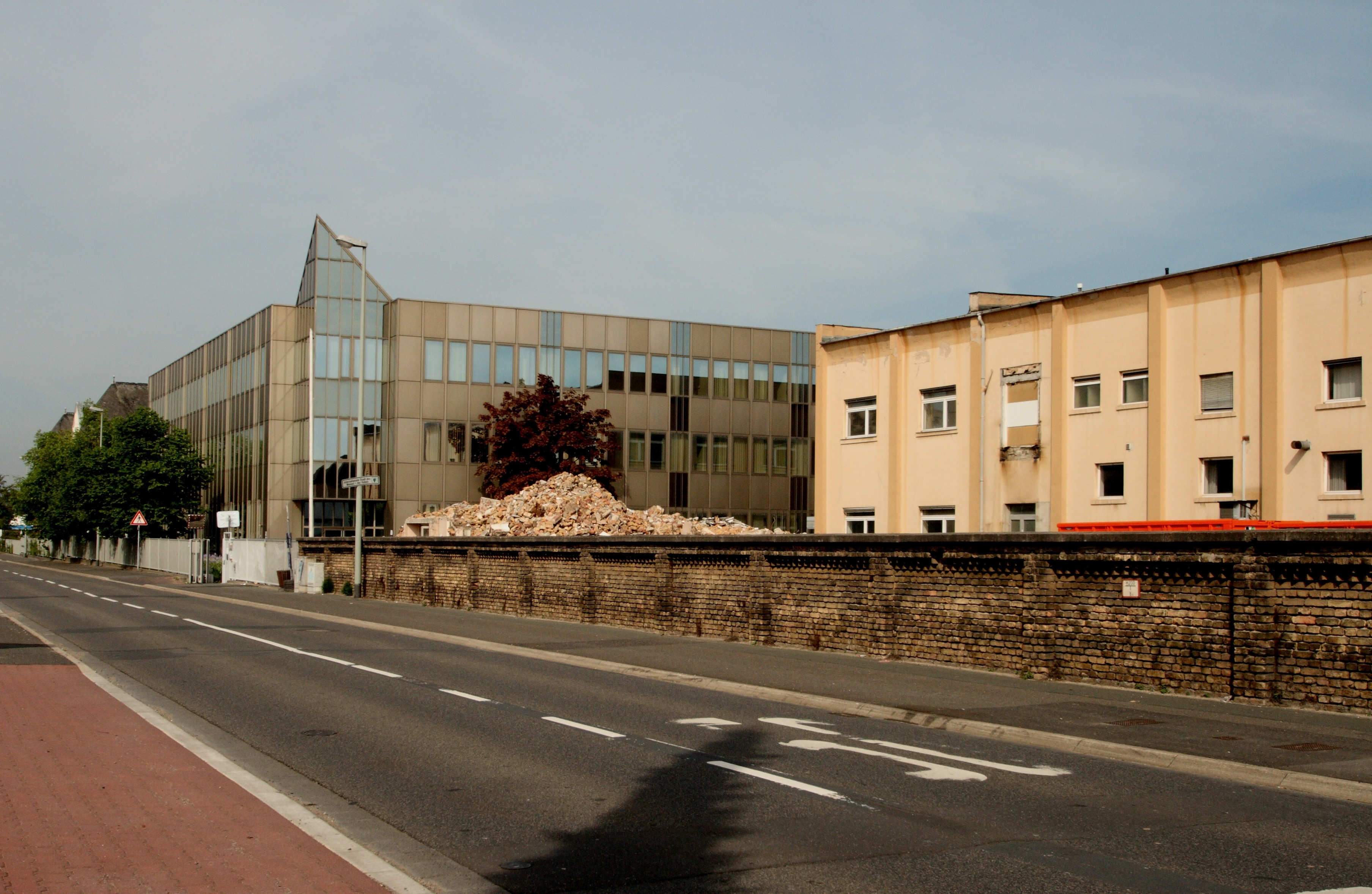
Links: Das 1988 errichtete Bürogebäude der Miller Johannisberg. Rechts: Gebäude der alten Maschinenfabrik, Abriss 2012

Am 1. Januar 1981 jedoch übernahm Fritz Werner Industrie-Ausrüstungen auch die Miller Johannisberg Druckmaschinen GmbH.
1989 konnte dort nach Abriss einer alten Fertigungshalle ein Neubau bezogen werden, in dem neben Büroräumen ein modernes Großraum-Druckzentrum untergebracht war.
Am 20. Dezember 1989 wurde die DIAG von der MAN AG übernommen und Miller Johannisberg der MAN Roland Druckmaschinen-AG zugeführt.
2006 verlegte MAN Roland die Produktionsstätte endgültig nach Offenbach am Main. Damit fand eine langjährige Maschinenbau-Tradition in Geisenheim ihr Ende.

## Heutige Situation
Für die im Volksmund als „Bahnhof Zoo“ bezeichnete Halle, die sich immer noch im Eigentum von MAN befand, wurde seit dem Weggang des Druckmaschinenherstellers eine neue Nutzung gesucht. Im Gespräch war u. a. ein Veranstaltungsort für das Rheingau Musik Festival, jedoch waren zunächst alle Bemühungen vergeblich. Mitte 2011 wurde eine von MAN beantragte Abbruchgenehmigung durch die Bauaufsichtsbehörde des Rheingau-Taunus-Kreises erteilt, aber nicht vollzogen.
Seit Dezember 2011 zeigte ein Kunststoff verarbeitender Betrieb Interesse an der Halle als Produktionsstandort. Zu Beginn des Jahres 2012 hat das Unternehmen eine 21.000 m² Fläche von MAN mitsamt der denkmalgeschützten Halle erworben, in der nun wieder produziert wird.